# Terebella orotavae
Terebella orotavae är en ringmaskart som först beskrevs av Langerhans 1881.  Terebella orotavae ingår i släktet Terebella och familjen Terebellidae. Inga underarter finns listade i Catalogue of Life.